# Петрополье (Лозовский район)
Петрополье (укр. Петропілля), село,
Орельский поселковый совет,
Лозовский район,
Харьковская область, Украина.
Код КОАТУУ — 6323955707. Население по переписи 2001 года составляет 416 (180/236 м/ж) человек.

## Географическое положение
Село Петрополье находится на расстоянии в 3,5 км от сёл Поды, Копани, Степовое и Захаровское.
В 3-х км расположена железнодорожная станция Платформа 159 км.
По селу протекают несколько пересыхающих ручьёв с запрудами.

## История
- 1903 — дата основания.

В 1946 г. Указом ПВС УССР село Сосипетрополье переименовано в Петрополье.

## Экономика
- Молочно-товарная ферма.
- «Обрии», частная агрофирма.
- Фермерское хозяйство, «Ивушка».

## Объекты социальной сферы
- Школа.